# فرار از فورت براوو
فرار از قلعهٔ براوو (انگلیسی: Escape from Fort Bravo) فیلمی در ژانر وسترن به کارگردانی جان استرجز است که در سال ۱۹۵۳ منتشر شد.

## داستان
سروان روپر (ویلیام هولدن) افسر ارتش شمالی هاست که در قلعه‌ای در آریزونا، مسئولیت اسرای جنوبی را به عهده دارد. او به دلیل رفتار خشنی که با اسرا و فراری‌ها دارد، مورد تنفر جنوبی‌ها و حتی هم قطاران خودش است. تا این که «کارلا فارستر» (النور پارکر) برای عروسی دوستش، دختر فرمانده، به قلعه می‌آید. اما او در واقع جاسوس جنوبی هاست.

## بازیگران
- ویلیام هولدن
- النور پارکر
- جان فورسایث
- کارل بنتون رید
- جان لاپتون
- پالی برگن
- ریچارد اندرسون
- ویلیام کمبل
- ویلیام دمارست
- فرد گراهام